# Вибачте мій прах
«Вибачте мій прах» (англ. Excuse My Dust) — американський мюзикл Роя Роуленда. Прем'єра фільму відбулася 27 червня 1951 року.

## Сюжет
Винахідник Джо, що живе в невеликому американському містечку зразка 1890 років, одним прекрасним днем придумує дизельний двигун. Проте всі жителі над ним сміються, всі, окрім одного — його дружини, яка вірить в його успіх. Але на горизонті з'являється хтось, здатний по гідності оцінити перспективи цього винаходу, і тому він… намагається привласнити цю задумку собі. Отже тепер перед Джо стоїть нелегка боротьба за власне майбутнє.

## У ролях
- Ред Скелтон — Джо Белден
- Селлі Форрест — Ліз Буліт
- Кері Макдональд — Сайрес Рандом молодший
- Вільям Демарест — Гарві Буліт
- Моніка Льюїс — Дейзі Лоу Шультцер
- Реймонд Волберн — майор Фред Гаскел
- Джейн Дарвелл — місіс Белден
- Ліллієн Бронсон — місіс Матільда Буліт
- Герберт Андерсон — Бен Парот
- Пол Гарві — Сайрес Рандом старший
- Шері Норт — Член клубу шести дівчат